# Paratemnoides assimilis
Paratemnoides assimilis är en spindeldjursart som först beskrevs av Beier 1932.  Paratemnoides assimilis ingår i släktet Paratemnoides och familjen Atemnidae. Inga underarter finns listade i Catalogue of Life.